# 댄버라이트
댄버라이트(Danburite)는 CaB2(SiO4)2의 화학식을 가진 칼슘 붕소 규산염 광물이다.
모스 경도는 7~7.5, 비중은 3.0이다. 광물은 사방 정계 결정 형태를 가지고 있다. 일반적으로 석영과 같이 무색이지만 옅은 노란색 또는 황갈색일 수도 있다. 일반적으로 접촉 변성암에서 발생한다.
광물의 다나(Dana) 분류는 단부라이트를 소로규산염으로 분류하는 반면, 슈트룬츠(Strunz) 분류 체계는 이를 텍토규산염으로 나열한다. 그 구조는 둘 중 하나로 해석될 수 있다.
결정 대칭과 형태는 토파즈와 비슷하다. 그러나 토파즈는 네소실리케이트를 함유한 불소칼슘이다. 단부라이트의 투명도, 탄력성 및 강한 분산성은 보석용 컷 스톤으로서 가치가 있다.
1839년 찰스 업햄 셰퍼드(Charles Upham Shephard)가 처음 발견한 미국 코네티컷주 댄버리(Danbury)의 이름을 따서 명명되었다.